# Limenitis excelsior
Limenitis excelsior är en fjärilsart som beskrevs av Reiss 1942. Limenitis excelsior ingår i släktet Limenitis och familjen praktfjärilar. Inga underarter finns listade i Catalogue of Life.